# River Cole (Themse)
Der River Cole ist ein Nebenfluss der Themse in England, der an der Grenze zwischen Wiltshire und Oxfordshire und in Gloucestershire fließt.

## Verlauf
Der Fluss entsteht nahe Swindon an der gleichen Stelle, von wo auch der Wilts and Berks Canal sein Wasser bekam. Die genaue Stelle ist unbekannt, da sehr viel des Oberlaufs unter die Erde verlegt worden ist. Der erste oberirdische Abschnitt ist im Greenbridge Einkaufszentrum, wo er in östlicher Richtung fließt. Dann verläuft er wieder unterirdisch bis zur Oxford Road, wo er sich nach Süden wendet. Am Piccadilly Circle wendet er sich scharf nach Osten und verläuft am Coleview Estate vorbei. Er passiert Covingham und fließt unter dem Merlin Way durch die Flutwiesen und dann unter der A419 road. Dann verläuft er im Osten der Stadt bei Stratton St Margaret, South Marston und Coleshill. Der River Cole mündet am St John’s Lock in die Themse.

## Renaturierung
Der Fluss war sehr verschmutzt. Er ist gesäubert worden, in dem man ihn sein natürliches Flussbett zurückverlegt hat und die Flussufer bereinigt hat. Damit möchte man die Biodiversität der Umgebung und des Flusses verbessern. Deshalb wurde das Flussbett angehoben um natürliche Flutwiesen zu schaffen. Es wurden Mäander angelegt um eine natürliche Umgebung herzustellen. Dies hilft auch den Anwohnern, da das Überflutungsrisiko. Die Arbeiten wurden 1995 vom River Restoration Project als eines von drei EU-LIFE Beispielprojekten ausgeführt.